# Khaled Badra
Khaled Badra (arab. خالد بدرة; ur. 8 kwietnia 1973 roku w Kairuanie) – tunezyjski piłkarz występujący na pozycji środkowego obrońcy.

## Kariera klubowa
Khaled Badra zawodową karierę rozpoczynał w 1992 roku w zespole JS Kairouanaise. Występował w nim przez 3 sezony, jednak w tym czasie nie odnosił żadnych sukcesów. Następnie Tunezyjczyk przeszedł do jednego z najlepszym klubów w kraju – Espérance Tunis. 3 razy z rzędu sięgał z nim po tytuł mistrza kraju – w 1998, 1999 i 2000 roku. Oprócz tego zwyciężył także w rozgrywkach Afrykańskiego Pucharu Konfederacji oraz 2 razy dotarł do finału Afrykańskiej Ligi Mistrzów. Barwy Espérance Badra reprezentował przez 5 lat i był w tym czasie podstawowym zawodnikiem swojego klubu.
Latem 2000 roku Badra podpisał kontrakt z tureckim Denizlisporem. Zajął z nim 11. miejsce w tabeli tureckiej ekstraklasy, a w ligowych rozgrywkach zdobył 1 bramkę w 26 występach. Po zakończeniu sezonu tunezyjski obrońca przeniósł się do Włoch, gdzie został piłkarzem Genoi. "Rossoblu" skończyli rozgrywki Serie B na 12. pozycji, a Badra nie miał zapewnionego miejsca w składzie i wystąpił w 16 spotkaniach.
W sezonie 2002/2003 Tunezyjczyk reprezentował barwy saudyjskiego Al-Ahli Dżudda, a następnie powrócił do Espérance Tunis. W 2004 i 2006 roku zdobył z nim kolejne mistrzostwo kraju. W trakcie rozgrywek 2004/2005 Badra przebywał na wypożyczeniu w katarskim Al-Kharitiyath. Latem 2006 roku tunezyjski gracz ponownie został zawodnikiem Al-Ahli Dżudda. W 2008 roku powrócił do Espérance Tunis, gdzie zakończył piłkarską karierę.

## Kariera reprezentacyjna
W reprezentacji Tunezji Badra zadebiutował w 1996 roku, chociaż pierwsze powołanie otrzymał już rok wcześniej. Wystąpił na Igrzyskach Olimpijskich w Atlancie, na których drużyna Tunezji zajęła ostatnie miejsce w swojej grupie. W 1998 roku Badra pojechał na Mistrzostwa Świata we Francji, na których zespół prowadzony przez Henryka Kasperczaka również nie zdołał wyjść z grupy. Na turnieju tym Badra zagrał tylko w przegranym 0:2 meczu z Anglią.
Badra był również uczestnikiem Mistrzostw Świata w Korei Południowej i Japonii. Na azjatyckich boiskach reprezentacja Tunezji ponownie została wyeliminowana w fazie grupowej. Tym razem Badra wystąpił w każdym z 3 pojedynków, a podczas turnieju przejął od Adela Sellimiego opaskę kapitańską. W 2006 roku tunezyjski piłkarz zakończył reprezentacyjną karierę. Dla drużyny narodowej zaliczył 90 występów i zdobył 9 goli.